# 矢富洋則
矢富 洋則（やとみ ひろのり、1995年11月9日 - ）は、ジャパンラグビーリーグワン静岡ブルーレヴズに所属するラグビー選手。

## プロフィール
- 京都府出身[1]。
- ポジションはセンター(CTB)、フルバック(FB)。
- 身長 181 cm、体重 90 kg
- オールスターゲームの対抗戦選抜に選ばれたことがある[2]。
- 7人制日本代表に選ばれたことがある[3]。
- U20日本代表に選ばれたことがある[4]。
- 兄の勇毅もラグビー選手[5] で元チームメイト。

## 略歴
2014年、仙台育英高校卒業後、帝京大学に入る。なお仙台育英高校時代、高校日本代表候補に選ばれたことがある。
2018年、帝京大学卒業後、ヤマハ発動機ジュビロ(現・静岡ブルーレヴズ)に加入。同年10月13日に行われたジャパンラグビートップリーグ第6節のキヤノンイーグルス戦にて先発出場で公式戦初出場を果たす。